# Antimetabole
Als Antimetabole (von griechisch ἀντί antí, deutsch ‚gegen, anders‘, und μεταβολή metabolḗ, deutsch ‚das Umsetzen, Umwerfen‘, lat. Commutatio) wird in der Rhetorik eine syntaktische Figur bezeichnet, die Parallelismus und Chiasmus verbindet: In zwei aufeinander folgenden (Teil-)Sätzen sind die Satzglieder parallel, die Worte dagegen über Kreuz (chiastisch) angeordnet, wodurch inhaltlich eine antithetische Aussage entsteht.
Bei der Epanodos führt die chiastische Anordnung der Wörter nicht zu einer Änderung der grammatischen Bezüge und damit nicht zu einer Antithese, sondern die umgekehrte Wortfolge erhöht die Nachdrücklichkeit der Aussage.

## Beispiele
„Wir leben nicht, um zu arbeiten; wir arbeiten, um zu leben.“

„Es ist nicht das Bewusstsein der Menschen, das ihr Sein, sondern umgekehrt ihr gesellschaftliches Sein, das ihr Bewusstsein bestimmt“

„Wer nicht kann, was er will, der wolle, was er kann.“

„Tja, man muss das Leben nehmen, wie es ist, oder das Leben ist, wie man es nimmt.“

„If you can’t be with the one you love, love the one you’re with!“